# کالمیت
کالمیت (انگلیسی: Kalmit) بلندترین قله در جنگل فالتز و دومین بعد از کوه دونرسبرگ (تندر) در منطقه فالتز آلمان است. بلندای آن ۶۷۲٫۶ متر از سطح دریا است و در ۵٫۵ کیلومتری (۳٫۴ مایل) جنوب شهر نوی‌اشتات آن در واین‌اشترایه واقع است.
این کوه به لطف پیاده‌روهای متعدد در مسیر به قله، وجود رستوران در قله کوه، دیدگاه‌های گسترده در منطقه جنگل فالتز و صخره‌های قابل توجه که در دو طرف کوه در جنگل پوشیده شده است، گردشگران بسیاری را به خود جذب می‌کند.

## نگارخانه

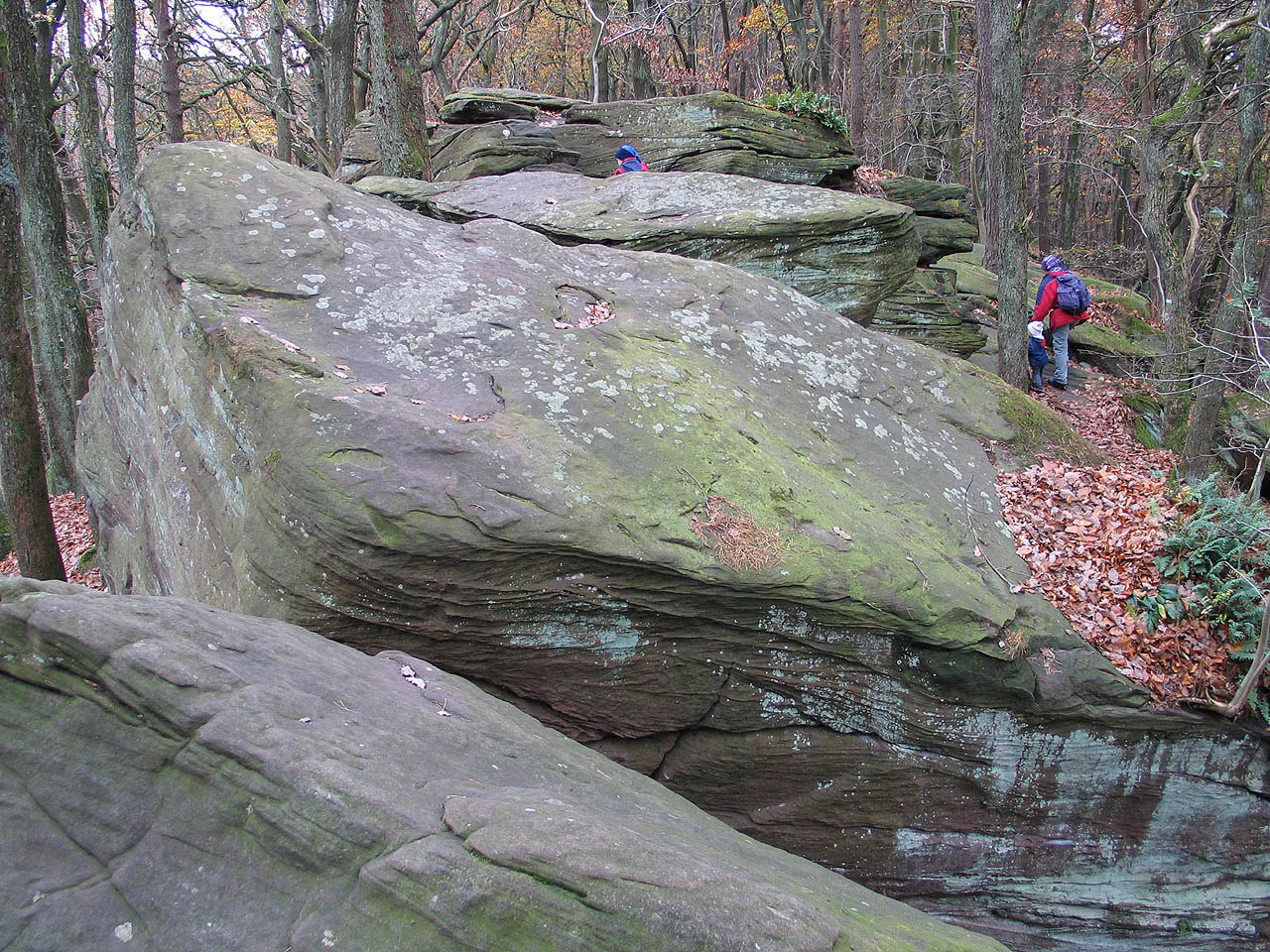
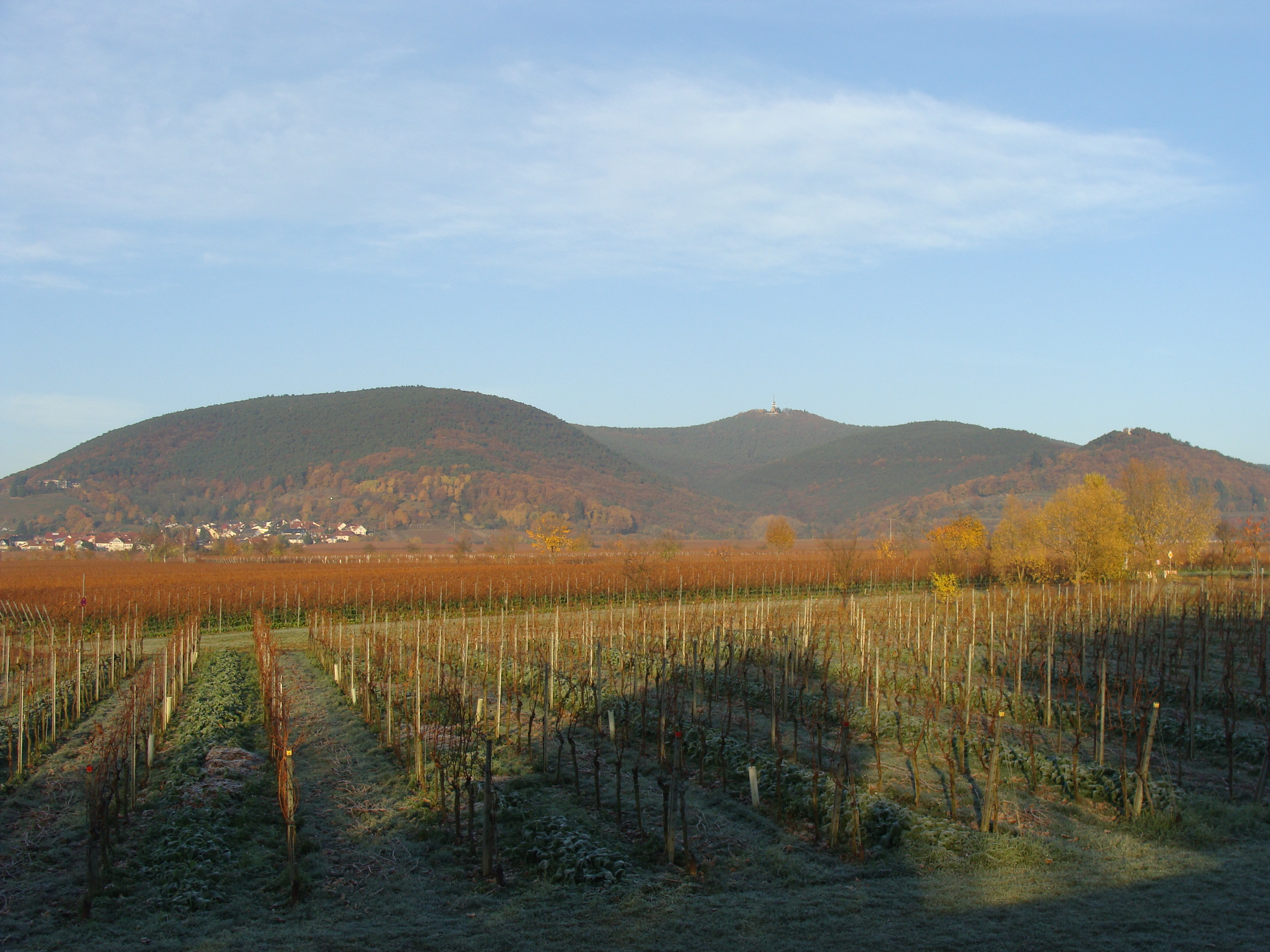
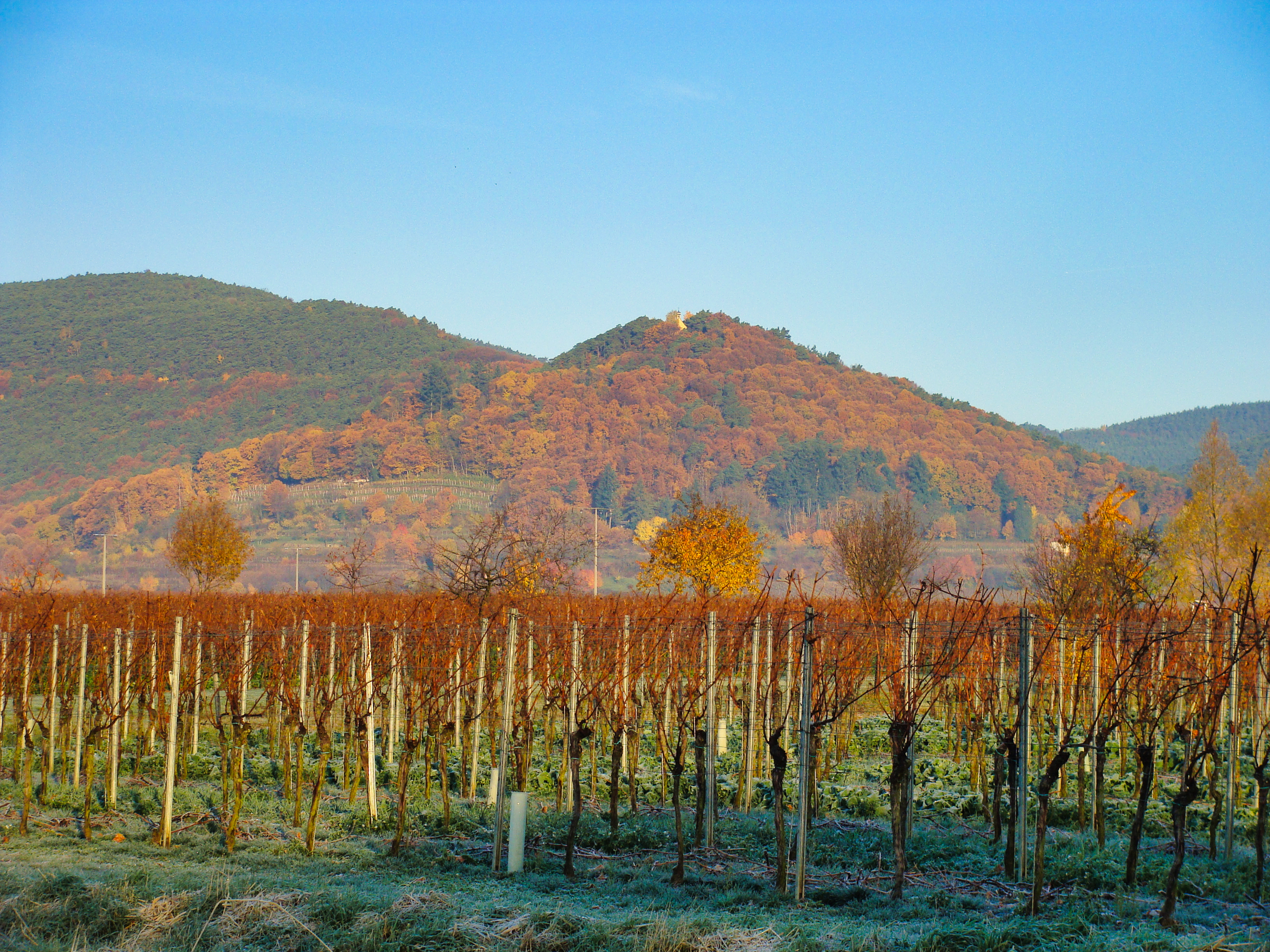